# 三爺埤
三爺埤，是臺灣高雄市路竹區的一個傳統地域名稱，位於該區東南部。相較於今日行政區，其範圍大致包括三爺里不含東北部凸出部分的東西兩端、鴨寮里南部邊界地帶中段、北嶺里北部凸出部分的東半部及其南側地區。
本地區境內主要聚落為三爺埤，設有三埤國小。

## 歷史
台灣日治初期，三爺埤地區為一街庄，稱為「三爺埤庄」（舊制街庄），隸屬於維新里。該庄昔日西北及北與鴨母藔庄為鄰，東與土庫庄、前鋒仔庄為鄰，南邊東段為五甲尾庄、臺上庄，南邊西段及西邊為北嶺墘庄。
1901年（日治明治三十四年）11月11日，全台廢縣廳改設二十廳，該庄隸屬於鳳山廳。1904年（明治三十七年）5月3日，該庄編入「竹仔港區」，隸屬於鳳山廳。1909年（明治四十二年）10月25日，全台合併二十廳為十二廳，竹仔港區改隸屬於臺南廳。1920年（大正九年）10月1日，全台地方制度大改正，廢十二廳改設五州二廳，該庄改制為「三爺埤」大字，隸屬於高雄州岡山郡路竹庄（新制街庄）。
戰後路竹庄改制為路竹鄉，隸屬於高雄縣，大字亦改制為村。1950年（民國39年）10月1日，高、屏分治，路竹鄉仍隸屬於高雄縣。2010年（民國99年）12月25日，高雄縣、市合併為直轄高雄市，路竹鄉改制為路竹區，村亦改制為里。

## 聚落
本地區發展較早的聚落為三爺埤，在日治初期的官方地圖上已有記載。

## 交通
台鐵縱貫線是台灣西部南北向鐵路幹線，經過本地區中部略偏西。最近的車站在北側為路竹車站，在南側為岡山車站。前者屬三等站，停靠部分莒光號、區間快車及全部區間車；後者屬一等站，停靠部分自強號、莒光號、區間快車及全部區間車；由此等可前往台鐵沿線各站。
省道台1線又稱「縱貫公路」，是台北至楓港的傳統平面幹道，經過本地區西部邊界外不遠處。由該道路北行可前往路竹區路竹市區、湖內區、台南市仁德區、東區/南區等地，南行可前往岡山區、橋頭區、楠梓區、仁武區西部等地。
南科高雄園區中山高聯絡道是南科高雄園區至中山高速公路（國道1號）高科交流道的快速道路，經過本地區中北部，並在東側邊界地帶的區道高7線交會處設有雙向匝道，在西側邊界地帶的北嶺六路交會處設有西出東入的單向匝道。由此等可快速前往該道路沿線各地，或銜接國道1號。
區道高7線是營前至岡山的道路，經過本地區中東部。
區道高11線是下坑至三爺埤的道路，其南側端點（終點）位於本地區中部偏東南的區道高7線路口。
區道高17線是路竹至本洲的道路，經過本地區主聚落。
區道高17-1線是三埤至三爺埤的道路，全線位於本地區境內，其西側端點（起點）位於本地區中部略偏西南、主聚落的區道高17線路口，東側端點（終點）位於本地區中部偏東南的區道高7線路口。

## 學校
- 三埤國小